# 鄧演存
鄧演存（1889年10月20日—1979年3月），字競生，廣東惠阳（今属惠州）人，鄧演達兄長。

## 生平
保定陆军軍官學校第一期炮兵科、陸軍大學六期畢業。曾在广东北伐军任上尉副官，保定军校毕业后在北洋陆军混成模范团见习，曾任第5混成旅炮兵团（所部后改称陆军第9师炮兵第9团）第1营第3连上尉连长，陆军大学毕业后任陆军第9师少校参谋、炮兵第9团中校团附。1924年11月所部解散后南下广州，出任建国粤军总司令部军需处上校处长，1925年3月出任广东兵工厂管理委员会上校委员，7月调升军事委员会参谋团少将炮兵监。北伐战争曾任國民革命軍第四軍副官处处长、参谋处处长和中将參謀長，後因專注漢陽兵工与汉阳兵工专门学校事宜請辭。1931年6月出任广东兵器制造厂中将副厂长，1933年8月调任第一集团军筹建工厂办事处中将主任并赴欧美考察军事，1935年11月第一集團軍總司令部任命鄧為廣東第二（琶江）兵器製造廠廠長。1937年5月调任兵工署兵工委员会中将专门委员，1944年12月调任第七战区司令长官部中将高级参谋，抗战胜利后由衢州绥靖公署中将高级参谋回任为兵工署兵工委员会军简二阶委员，1947年2月15日叙任陆军少將并退役后定居广州，不久出任广东省银行董事、海南行政长官公署顾问。
中华人民共和国後闲居广州，1956年4月参加廣東省政協组织的社会知识分子登记后安排为广东省人民政府参事和省政协委員。

## 著作
《 民國兵工紀略》、《 琶江兵工廠建立始末》、《孙中山与黄埔军校的苏联顾问》、《第四军北伐两湖纪实》